# Industriehafen Mannheim

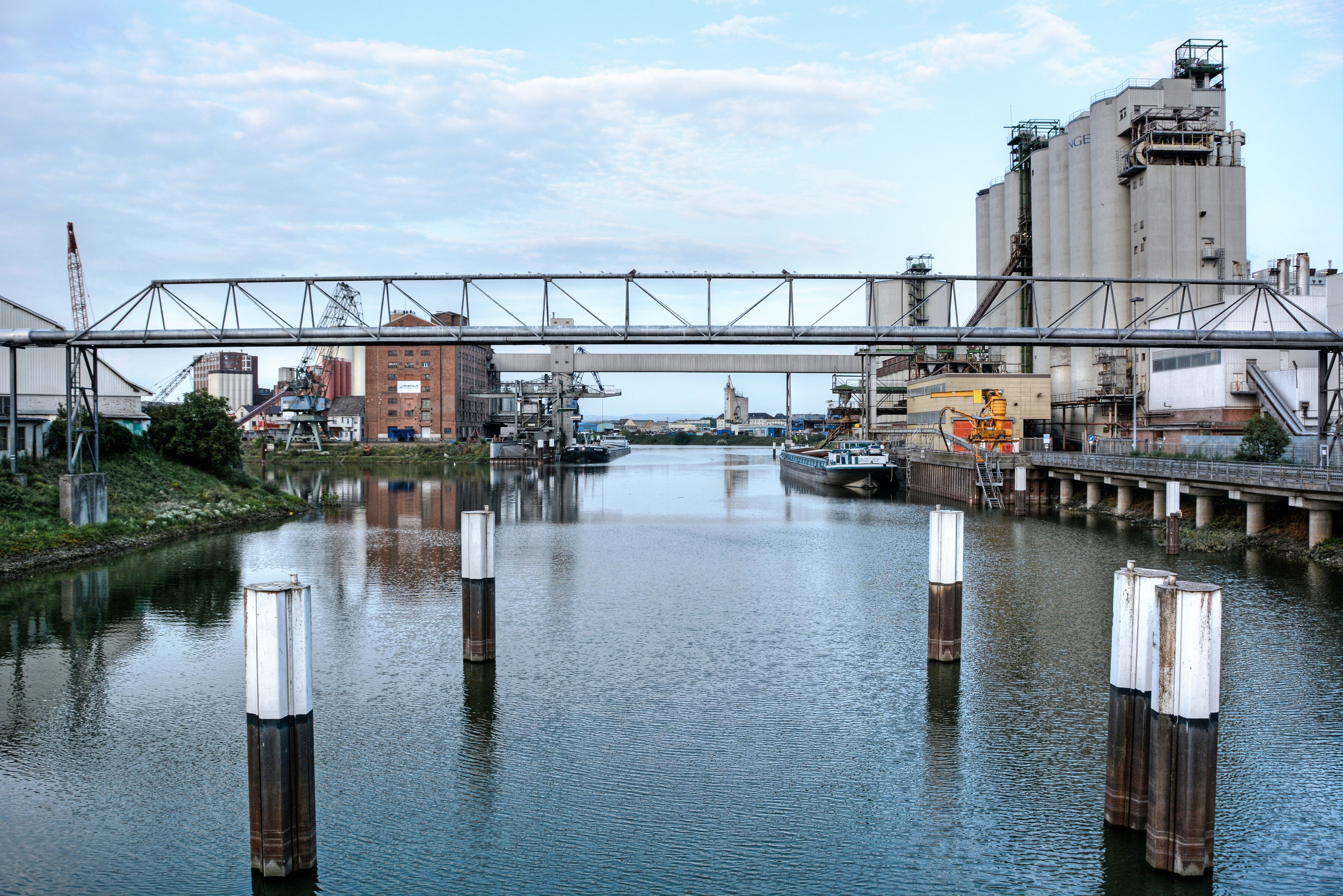
Blick von der Kammerschleuse zum Bonadieshafen

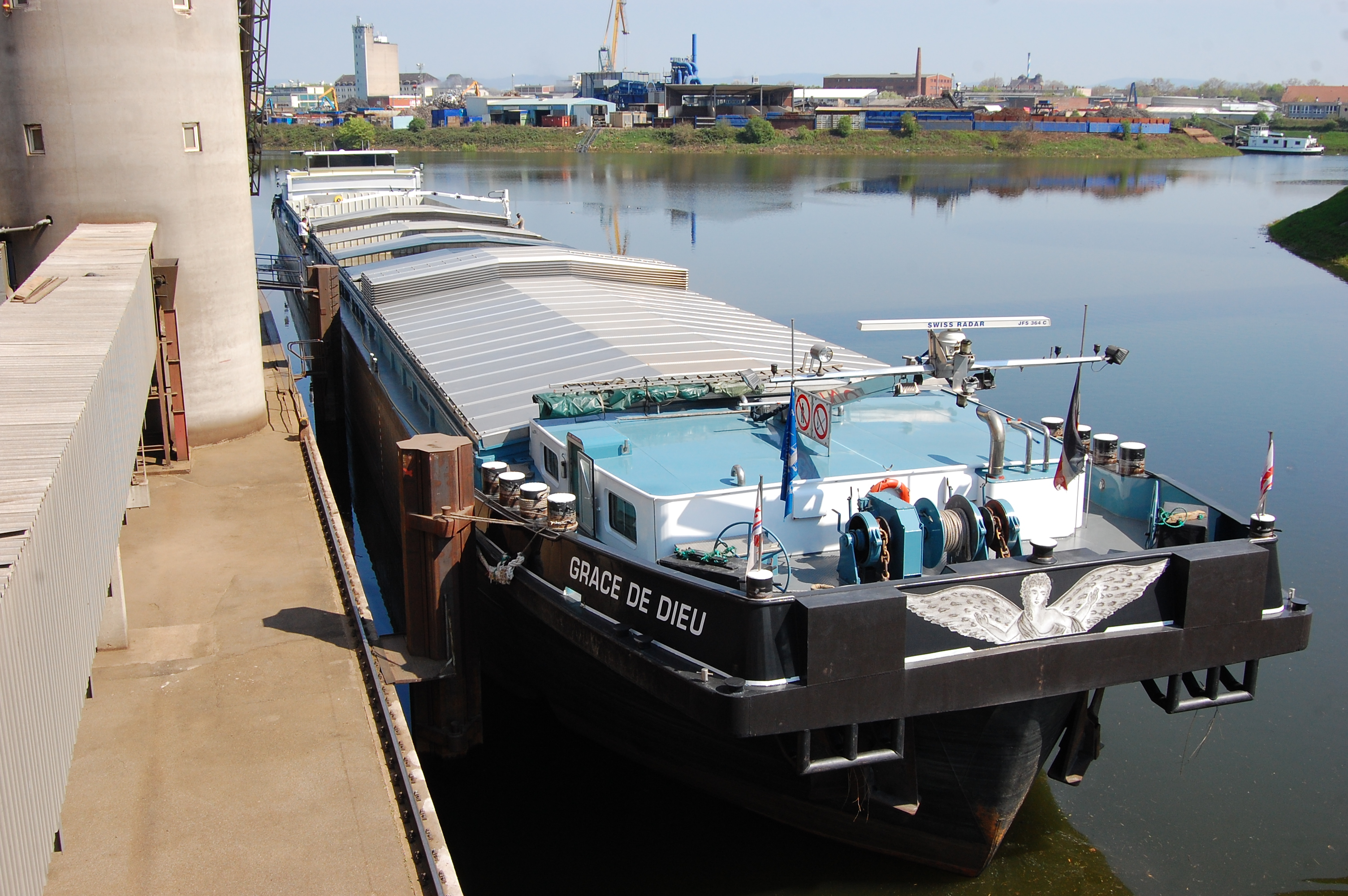
Schüttgutfrachter im Bonadieshafen

Der Industriehafen Mannheim ist als Teil des Mannheimer Hafens ein Binnenhafen im Bezirk Friesenheimer Insel des Stadtteils Neckarstadt-West. Zum Neckar ist er begrenzt durch die Kammerschleuse, zum Altrheinhafen durch die Diffenébrücke.

## Unterteilung des Hafens
Als Hafen 4 des Mannheimer Hafens ist er wie folgt unterteilt:

### Hafen 41, Industriehafen
Der Industriehafen (Lage) umfasst als ehemaliges Rhein-Flussbett südlich der Diffenébrücke den größten Bereich des Hafens 4. Besonders markant sind die großen Mühlengebäude und Silos entlang der Friesenheimer Insel, die auch überwiegend mit Schiffsladungen beliefert werden.

### Hafen 42, Inselhafen
Der Inselhafen (Lage) im Südwesten verfügt lediglich über ein kleines, kaum noch genutztes Becken am ehemaligen Rhenania-Saatenlager.

### Hafen 43, Bonadieshafen
Der Bonadieshafen (Lage) liegt im Bereich der ehemaligen Mündung des Neckars in den Rhein vor der Rheinbegradigung im Süden bzw. Südwesten des Hafengebiets. Heute wird das Becken überwiegend für Schiffstransporte im Zusammenhang mit der Verarbeitung von Ölsaaten zu pflanzlichen Ölen und Biodiesel durch die ansässigen Unternehmen genutzt.

### Hafen 44, Kaiser-Wilhelm-Hafen
Der Kaiser-Wilhelm-Hafen (Lage) im Südosten hat ein langes, schmales Becken, das aktuell nur noch von einem Metall-Recyclingsbetrieb zum Schiffstransport genutzt wird.

## Geschichte

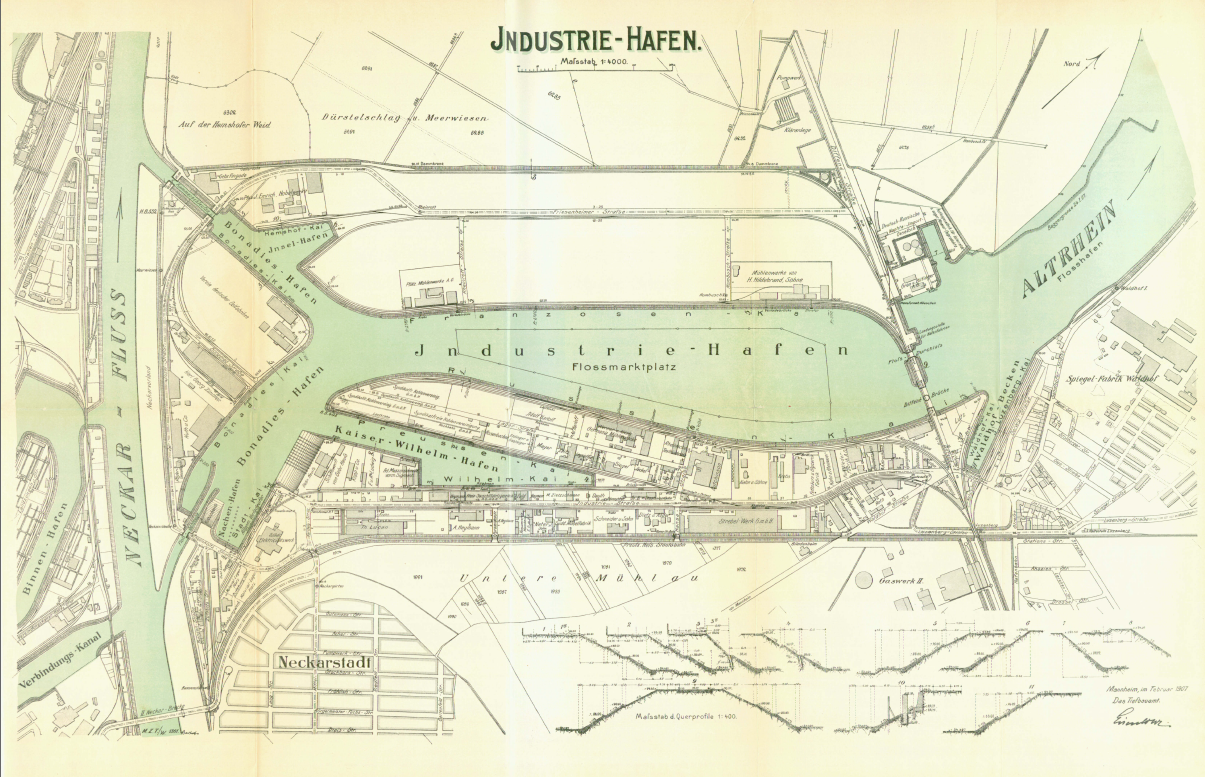
Industriehafen 1907

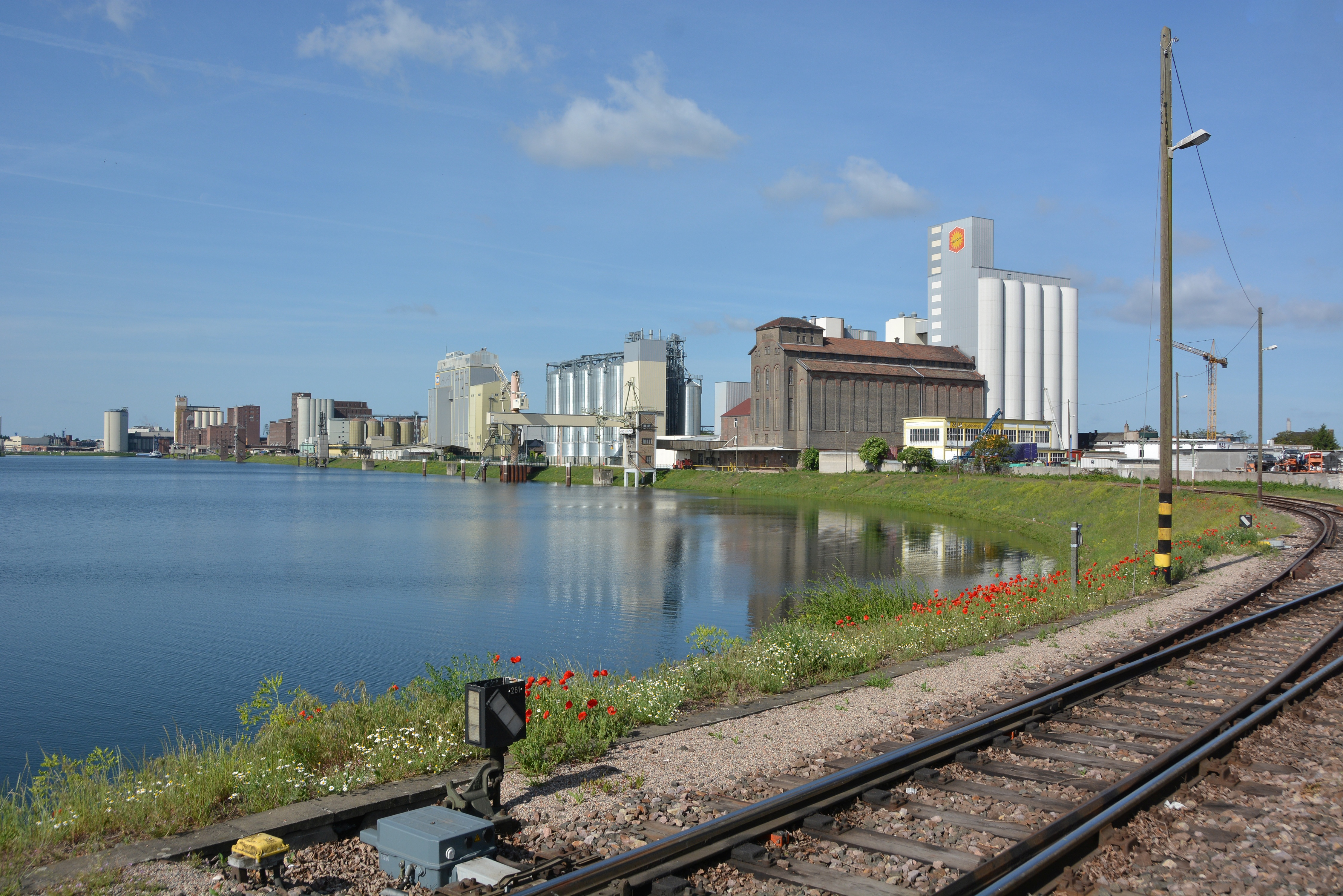
Mühlenufer entlang der Friesenheimer Insel

Nach der Rheinschiffahrtsakte von 1868 (Mannheimer Akte) war der Rhein frei für die internationale Schifffahrt nutzbar. Mannheim konnte sich zu einem bedeutenden Handelsplatz entwickeln. Die notwendigen Flächen für die Anbindung an Wasserwege, Straßen und Bahn standen an der Altrheinschleife, die durch die Begradigung des Rheins entstanden war und für den Flößerbetrieb genutzt wurde, unweit der Stadt zur Verfügung. Firmen wie die Zellstoff-Fabrik (1884, heute Essity) die Chemiefabrik Böhringer (1872, heute Boehringer Mannheim) und die Spiegelglasfabrik Saint Gobain (1853) waren bereits Anlieger des nördlichen Altrheins. Durch die Rheinbegradigung war Mannheim bis Ende des 19. Jahrhunderts der Endpunkt der Rheinschifffahrt. Im Handelshafen wurden daher überwiegend Waren vom Schiff auf die Eisenbahn umgeschlagen. Als sich abzeichnete, dass stärker motorisierte Schiffe auch Ziele oberhalb von Mannheim anfahren konnten, wurde es notwendig, neben dem reinen Warenumschlag auch Waren bzw. Grundstoffe zu verarbeiten. Daher sollte zur Existenzsicherung des Hafenstandorts Mannheim der Industriehafen angelegt werden.
Die Stadt Mannheim erwarb 1895 die Friesenheimer Insel von Sandhofen, das damals noch eine selbständige Gemeinde war, und nahm den Bau des Industriehafens in Angriff. Nach Planungen in unterschiedlichen Varianten wurden ab 1897 vom Land die Fahrrinnen, Hafenbecken und Schleusenanlagen errichtet, von der Stadt die Ufer ausgebaut und die Infrastruktur mit Straßen, Brücken, Kanalisation, Stromversorgung sowie Hafen- und Straßenbahn bereitgestellt. Am 3. Juni 1907 wurde der Industriehafen Rahmen der Feierlichkeiten zum 300. Stadtjubiläum Mannheims zusammen mit der neu gebauten Jungbuschbrücke eingeweiht. Seitdem erfolgte keine Erweiterung mehr, im Gegenteil: Ein Teil des Bonadieshafens wurde Anfang der 1950er Jahre verfüllt. Der Industriehafen ist seit seiner Gründung im Besitz der Stadt Mannheim.
Während sich an der Stadtseite des Hafens bis 1900 zunächst zahlreiche kleinere Unternehmen ansiedelten, ließ sich danach auf der Seite der Friesenheimer Insel erst sukzessive eine Reihe großer Mühlen nieder, Verein Deutscher Ölmühlen VDO (1905), Hildebrand Mühle (1907), Pfalzmühle (1909), Mühle der GEG Großeinkaufsgesellschaft Deutscher Konsumvereine (1931), Club-Kraftfutterwerke (1954).

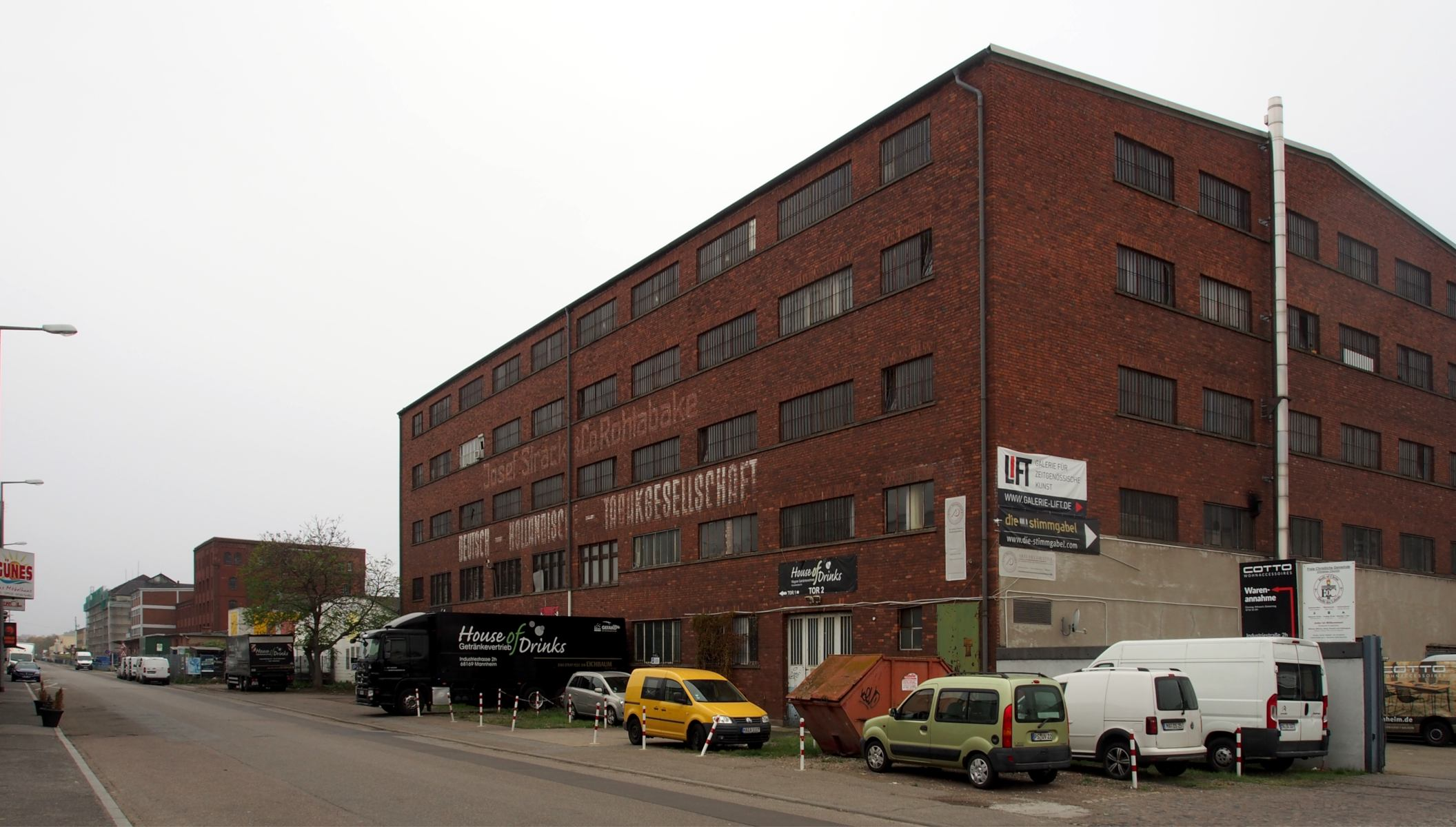
Industriestraße, ehemalige Tabakfabrik

Mittlerweile haben viele Gebäude aus der Gründerzeit an der Stadtseite eine wechselvolle Geschichte hinter sich, teilweise nagt sichtbar der Zahn der Zeit. Es sind hier alteingesessene Unternehmen ebenso anzutreffen wie Handwerksbetriebe, Startup-Unternehmen und Künstler-Lofts.

## Industrie
Im Gegensatz zum Handelshafen ist der Industriehafen durch die angesiedelten Fabriken und Mühlen geprägt. Firmen wie Birkel, Bunge Deutschland GmbH, Fuchs Petrolub, Hutchinson, Hildebrandmühlen Mannheim (Kampffmeyer Mühlen), Pfalzmühle Mannheim (PMG Premium Mühlen Gruppe) oder Club Kraftfutterwerke (Deutsche Tiernahrung Cremer) haben ihren Sitz bzw. Produktionsstätten im Industriehafen. Seit 2006 wird am Bonadieshafen durch die Fa. Mannheim Bio Fuel GmbH, Tochterunternehmen von Bunge, Rapsöl zu Biodiesel verarbeitet. TSR Recycling betreibt eine Altmetallaufbereitungsanlage. Auch die Schumacher GmbH mit dem Mode-Label SCHUMACHER hat ihren Sitz im Industriehafen.

## Bauwerke

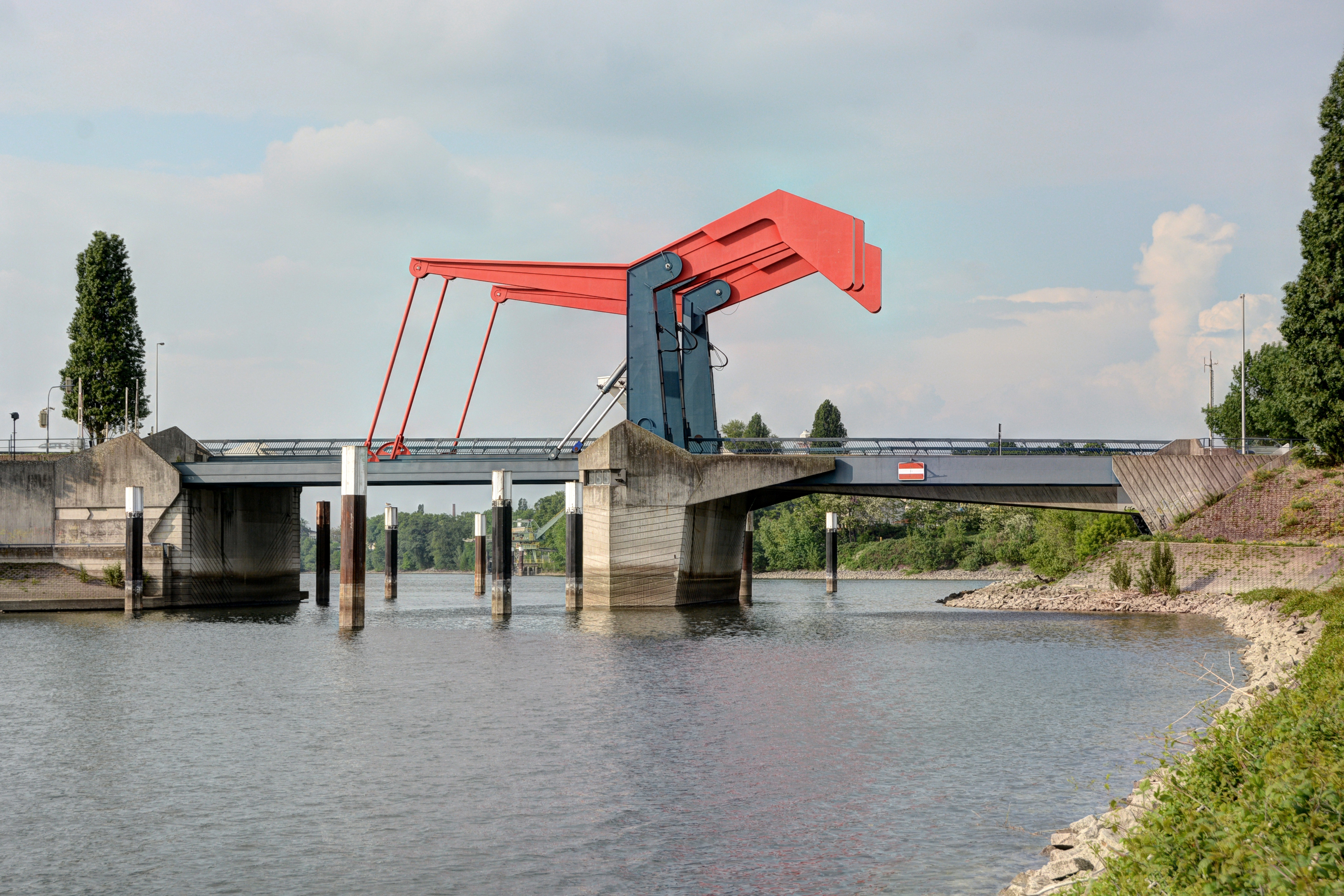
Die Diffenébrücke trennt den Industriehafen vom Altrheinhafen

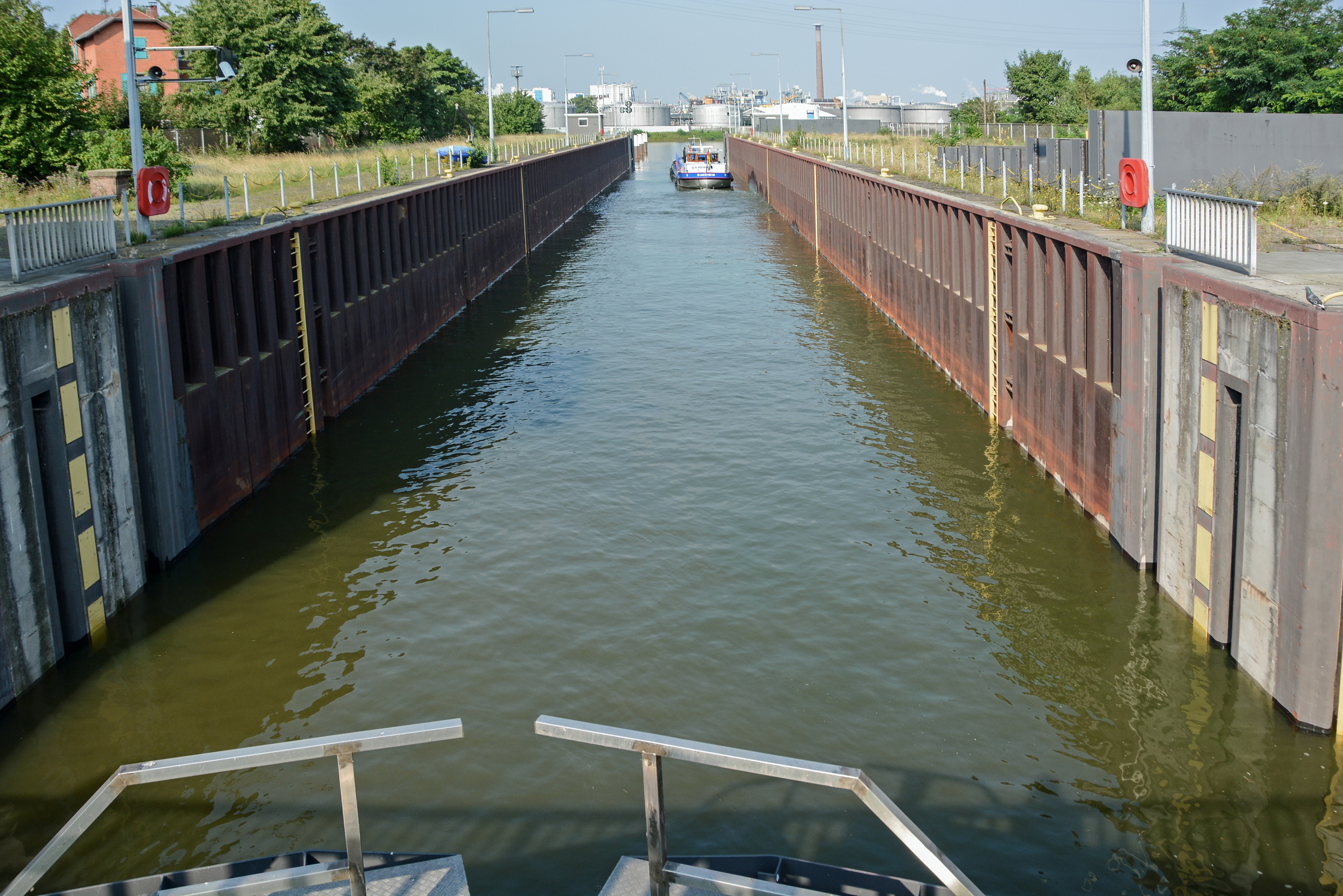
Schiff verlässt den Industriehafen durch die Kammerschleuse zum Neckar

### Diffenébrücke
Die Diffenébrücke ist eine Klappbrücke, die die nördliche Schiffseinfahrt zum Mannheimer Industriehafen überspannt und so die Grenze zum Altrheinhafen bildet.

### Kammerschleuse
Bei der Verlegung der Neckarmündung infolge der Rheinbegradigung wurde zunächst die Altrheinschleife, in der der Industriehafen liegt, durch einen Damm vom Neckar getrennt. Beim Bau des Industriehafens war es dann erforderlich, einen Höhenunterschied von 30 cm auszugleichen, da die Stelle der Zufahrt vom Neckar in den Industriehafen um 30 cm höher liegt als die Stelle der nördlichen Zufahrt rheinabwärts über den Altrhein. Zum Ausgleich dieser Differenz wurde 1898 die Kammerschleuse, die eine nutzbare Länge von 140 m und eine nutzbare Breite von 13,40 m hat, errichtet. Die Schleuse wurde 1981 bis 1984 erneuert. Sie verhindert den Zufluss vom Neckar und in der Folge Verschlammung sowie Versandung im Hafen. Unmittelbar an der Kammerschleuse befindet sich eine Drehbrücke, die beim Betrieb der Schleuse je nach Schiffshöhe und Wasserstand bei Bedarf zur Seite gedreht wird.

### Mannheimer Meridian

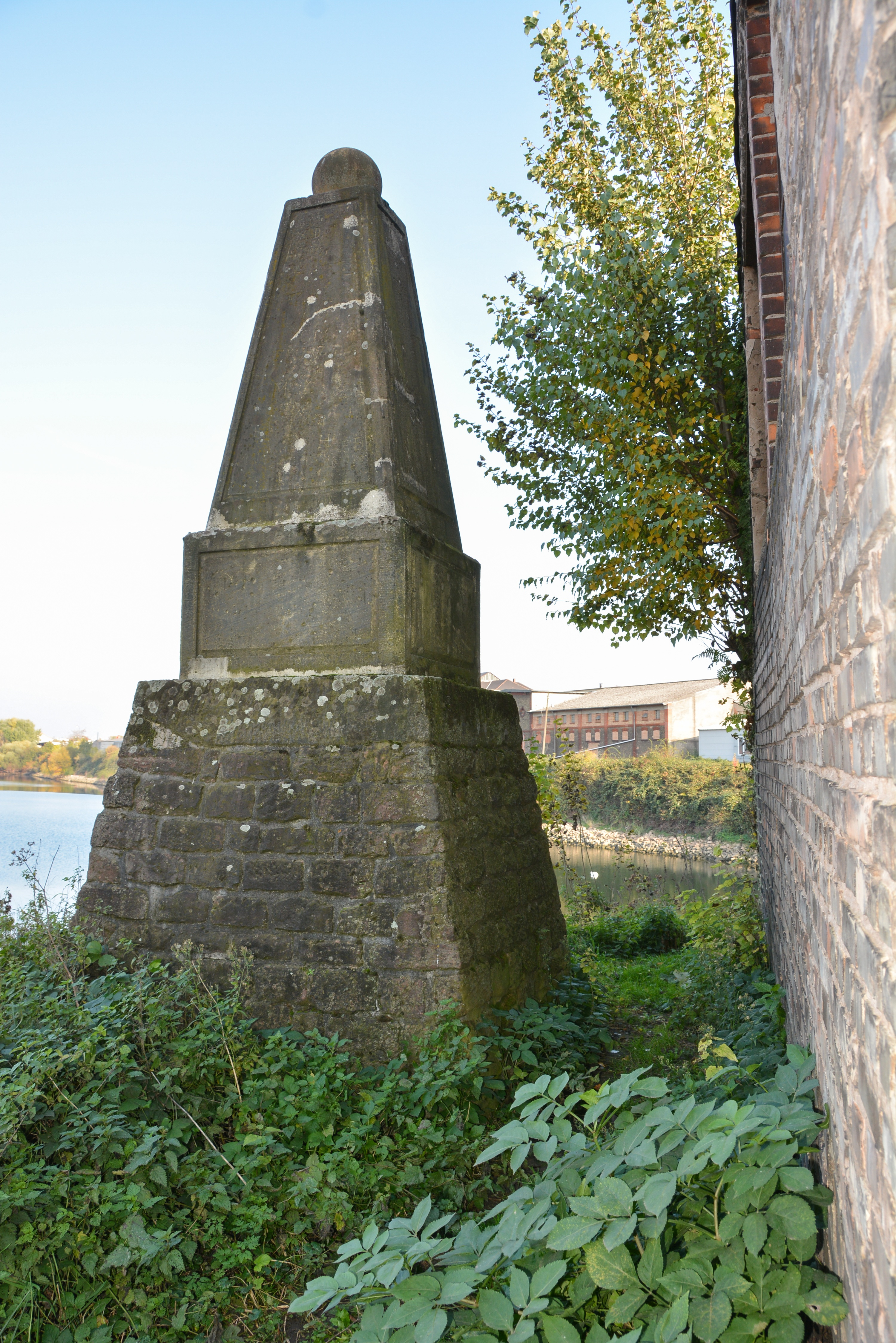
Mire im Kaiser-Wilhelm-Hafen

An der südlichen Ufermauer des Kaiser-Wilhelm-Beckens befindet sich eine Sandsteinpyramide, die als astronomischer Prüfpunkt (Mire) für den durch die Sternwarte Mannheim führenden Meridian diente. Als Ende des 18. Jahrhunderts ein großes Fernrohr auf der Mannheimer Sternwarte zur Aufstellung gelangen sollte, um die Gestirndurchgänge am Himmelsmeridian zu prüfen, war es erforderlich, das Passage-Instrument präzise auszurichten. Die Achse, auf der es sich bewegte, musste im genauen Winkel von 90° zu der Nordsüdrichtung, zur Mannheimer Mittagslinie, liegen. Man brauchte für eine Linie zur genauen Ausrichtung zwei solcher Meridianmarken in geraumer Entfernung, eine im Norden und eine im Süden. Die nördliche, ursprünglich im Jahre 1810 etwa 100 m vom (Alt)-Rhein entfernt am damaligen rechten Neckarufer aufgestellt, ist erhalten geblieben. Der südliche Prüfpunkt am Rhein im Mannheimer Schlosspark war schon 1822 entfernt worden.
Über Jahre bestand die Annahme, die erhaltene Mire sei beim Bau des Industriehafens versetzt worden und der genaue Prüfpunkt liege heute inmitten des Kaiser-Wilhelm-Beckens. Bei neuen Forschungen stellte sich anhand historischer Karten sowie historischer und aktueller Messungen heraus, dass dies nicht der Fall ist, sondern die Mire an ihrem Standort verblieb. Ursache für die Verwechslung war ein Irrtum in Bezug auf die maßgeblichen Koordinaten. Unter Berücksichtigung der tatsächlichen Koordinaten des damaligen Passage-Instruments, das sich nicht im Mittelpunkt der Sternwarte, sondern in einem Eckzimmer des Gebäudes befand, steht die Mire weiterhin an der originalen Position.
Der Standort hat keine messtechnische Bewandtnis mehr: Es wird nicht mehr nach dem badischen Soldner-Koordinatensystem mit der Mannheimer Sternwarte als Nullpunkt gemessen, sondern nach dem Gauß-Krüger-System. Die Pyramidenstraße im Stadtteil Neckarstadt-West erhielt ihren Namen durch die Mire.

## Kultur
Im Industriehafen wurde 2014 eine beschilderte Rundroute unter dem Motto „Wege zur Industriekultur“ realisiert. Diese führt im Uhrzeigersinn, beginnend und endend bei der Diffenébrücke, um den Industriehafen und gibt auf 31 Tafeln in Text und Bild anschauliche Einblicke in die Geschichte von Gebäuden, Firmen und Örtlichkeiten.

## Historisches

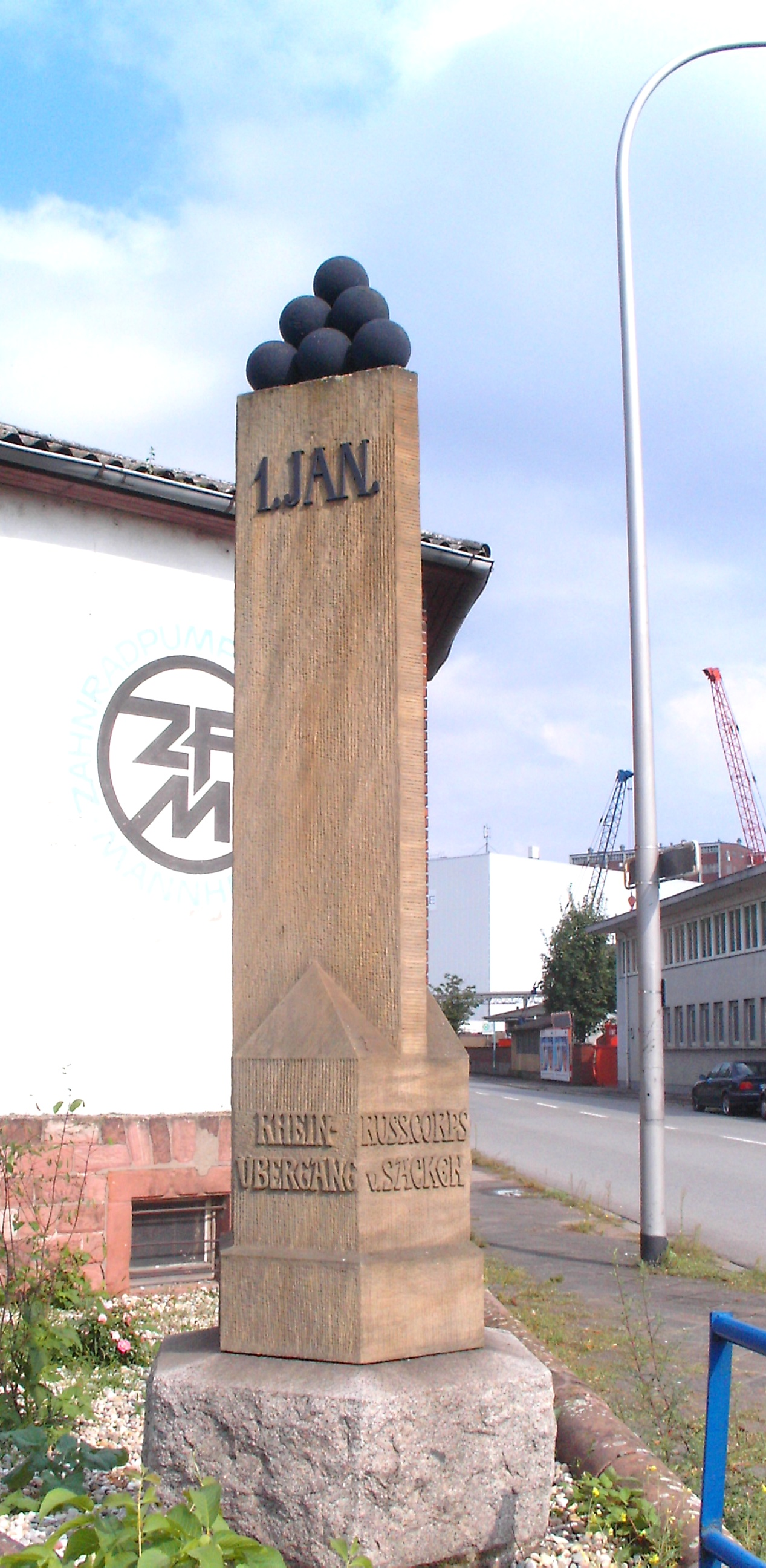
Denkmal zum Andenken an die Rheinüberquerung 1814

Im Rahmen der Befreiungskriege gegen Napoleon überschritt in der Neujahrsnacht 1813/14 der russische General von Osten-Sacken mit seinem Korps den Rhein und erkämpfte die linksrheinisch am Friesenheimer Damm errichtete französische Schanze. Die Überquerung erfolgte an der Spitze der Bonadiesinsel, wo ehemals der Altneckar in den Altrhein mündete. Diese Stelle existiert so nicht mehr, bei der Errichtung des Industriehafens wurde die ehemalige Flussbreite um die Hälfte reduziert. Das linke Ufer des Industriehafens entlang der Friesenheimer Insel wird aufgrund dieses Ereignisses auch als „Franzosenkai“, das rechte als „Russenkai“ bezeichnet. Auch die „Franzosenstraße“ im Industriehafen trägt ihren Namen daher. Zum Andenken an die Rheinüberquerung errichtete 1914 der Militärverein Mannheim ein Denkmal an nächstmöglicher landseitiger Stelle, neben der Friesenheimer Straße.